# Skuja Braden
Skuja Braden este o colaborare internațională între Ingūna Skuja și Melissa Braden. Acestea creează sculpturi pictate din porțelan.

## Biografii și educație
Skuja (născută în 1965) și Braden (născută în 1968) s-au întâlnit pentru prima dată la școală în 1994, la Universitatea de Stat Humboldt din California. Skuja este din Letonia, iar Braden este din Sacramento, California. Skuja a studiat la Colegiul de Artă Aplicată Rīgas și Academia de Artă Letonă, ambele din Riga, Letonia, obținând o licență în ceramică în 1992, înainte de a urma Universitatea de Stat Humboldt timp de un an într-un program special de schimb, creat de profesorul de sculptură letono-american, Maris D. Benson. Skuja a luat un master în 2011 de la Academia de Artă din Letonia. Braden a primit două diplome A.A. de la Colegiul Sierra în 1992 și două diplome de licență în 1997 de la Universitatea de Stat Humboldt, studiind pictura, sculptura și istoria artei. Ea a studiat pentru un master în producția de film, în momentul în care a călătorit în Letonia pentru a studia la Academia de Artă din Letonia în 1999. Inguna Skuja și Melissa Braden s-au reîntâlnit în Letonia în 1999 și au început să lucreze în colaborare în timpul producției spectacolului lor, „Here Kitty, Kitty!, care a avut loc la Galeria Čiris din Rīga. L w. Ambele artiste au avut cariere separate înainte de a-și începe colaborarea. Ele locuiesc în prezent în Letonia.

## Opere de artă
Toate lucrările lor sunt o combinație de pictură și ceramică și parcurg toți pașii de colaborare pentru a-și crea arta împreună. Ele încep procesul de colaborare cu schițe și lucrează împreună la detaliile acelor desene înainte de a încorpora argila în lucrare. Deși Skuja Braden folosește uneori matrițe în procesul lor, nu folosesc niciodată matrițe comerciale, ci mai degrabă lucrează cu piese produse manual. Ambele lucrează la designul, forma și decorarea finală a pieselor. Skuja Braden a creat și instalații în aer liber.
Lucrarea lor face referire la o varietate de subiecte, inclusiv forme și chipuri umane, animale și basme. Munca și filosofia lor artistică acoperă multe subiecte, inclusiv feminismul, budismul și politica.